# 拉脫維亞盧布
拉脫維亞盧布（Latvian rublis）是拉脫維亞在1919年至1922年和1992年至1993年期間使用的貨幣。拉脫維亞在1918年獨立之後，市面上曾經流行過多國不同貨幣。1919年3月22日，拉脫維亞開始首次發行本國貨幣。1922年，拉脫維亞開始發行拉脫維亞拉特取代盧布。1991年，拉脫維亞再次獨立。獨立之初的拉脫維亞曾使用俄羅斯盧布，但發生嚴重的現金不足問題。1992年5月4日，拉脫維亞開始發行拉脫維亞盧布。1993年，拉脫維亞發行拉脫維亞拉特取代盧布。2014年1月1日，拉脫維亞加入歐元區。

## 外部連結
- The Latvian Ruble versus the Russian Ruble - by Bank of Latvia